# Музей Північно-Кавказької залізниці
Музей Північно-Кавказької залізниці (рос. Музей Северо-Кавказской железной дороги) — експозиційний майданчик просто неба ростовського залізничного музею, розташований на шляхах колишньої станції (нині — зупинний пункт) Гниловська на південно-західній околиці Ростова-на-Дону. У музеї виставлено понад 60 одиниць історичного рухомого складу. Музей залізничної техніки Північно-Кавказької залізниці відкрито 1 серпня 2003 року, напередодні Дня залізничника.

## Експозиція
Загальна довжина експозиційних шляхів становить 1900 метрів. Колекція музею налічує 53 одиниці рухомого складу (паровози серій Е, ФД, Л, П36, ТЕ, З, Су тепловози ТЕ3, ТЕП60, ТЕП10, ТЕМ1М, електровози ВЛ8, ВЛ22М (1947 року випуску), ВЛ41, ВЛ61, ВЛ80, ВЛ 82, ВЛ84, ЧС4, два головних вагони та один причіпний електропоїзди ЕР22 тендери Лп-138, ИС20-286, ИС20-320, вагони, колійна техніка, мотовоз 1935 року, дрезини, танковий і артилерійський тягачі, двовісний вагон-льодовня спорудження початку XX століття, колійна техніка. 50 експонатів знаходяться в робочому стані. У експозиційних шляхів встановлені семафор, світлофор і гідроколонка. Крім того, в робочий стан приведено мотодрезину 1930-х років, і відновлений вагон-теплушка періоду Другої світової війни з внутрішнім інтер'єром. На виставці присутні діючі телетайпи, телефони, карти залізниць в різні періоди, справжні документи і фотокопії, що розповідають про видатних діячів галузі.